# Wil SG
Wil (pro odlišení od jiné stejnojmenné obce označováno také jako Wil SG) je město ve švýcarském kantonu St. Gallen. Nachází se na severozápadě kantonu, žije zde přibližně 24 tisíc obyvatel. Má maloměstský charakter a je důležitým centrem pro západ kantonu, dolní Toggenburg a Hinterthurgau. Se 74 550 obyvateli (podle statistiky z roku 2020) je aglomerace Wilu druhou největší aglomerací ve východním Švýcarsku. Od 1. ledna 2013 je bývalá samostatná obec Bronschhofen součástí města Wil. Ve Wilu sídlili více než 500 let knížata-opati ze St. Gallenu, proto se městu říká také „Opatské město“ (Äbtestadt).

## Geografie

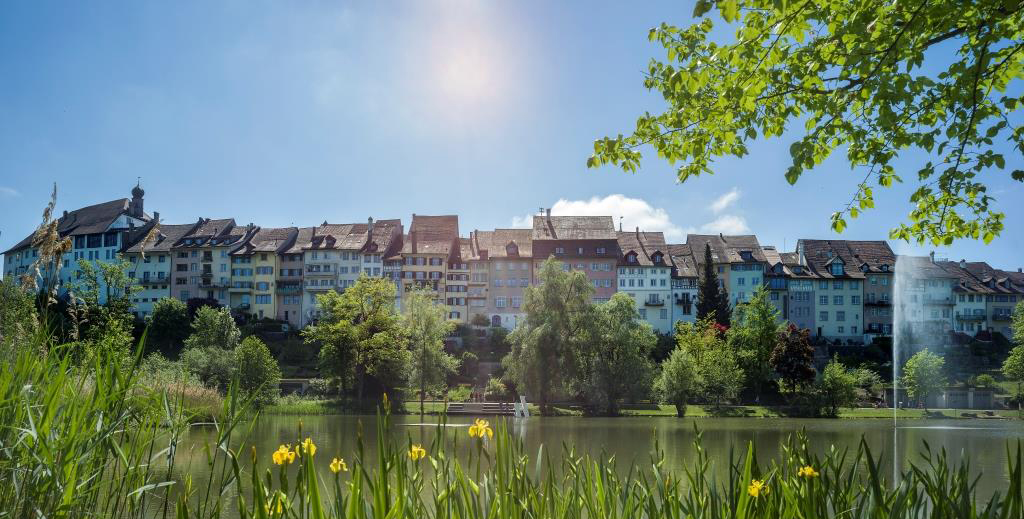
Historické centrum města s parkem

Wil se nachází v severozápadním okraji kantonu St. Gallen, mírně zvlněné až pahorkaté krajině, na trase mezi St. Gallenem a Winterthurem. Od Curychu leží přibližně 40 kilometrů severovýchodně. Wil je třetím největším městem kantonu St. Gallen, hned po St. Gallenu a Rapperswilu-Jona. Obec Bronschhofen se k Wilu připojila 1. ledna 2013. 
Po sloučení v roce 2013 má nyní Wil rozlohu 20,82 km². Na základě průzkumu z roku 2004/09, ale včetně území po sloučení, je přibližně 50,1 % celkové rozlohy využíváno k zemědělským účelům, zatímco 18,9 % je zalesněno. Ze zbytku půdy je 30,1 % osídleno (budovy nebo cesty) a 0,9 % tvoří neproduktivní půda. Mezi lety 1979 a 2009 se rozloha osídlené půdy zvýšila o 111 ha a zemědělská půda se zmenšila o 113 ha.
Městem neprotéká žádný větší vodní tok; řeka Thur město obchází po jeho jihovýchodním okraji.

## Historie

Letecký pohled (1953)

V roce 754 je Wil poprvé zmiňován v listině spolu s nedalekými vesnicemi Rickenbach a Züberwangen. V roce 1226 darovala hrabata z Toggenburgu město klášteru St. Gallen.
V roce 1292 Habsburkové město Wil napadli a vypálili. Obyvatelé se museli přestěhovat do Schwarzenbachu, který leží tři kilometry jižně od Wilu. V roce 1301 Habsburkové vrátili Wil klášteru St. Gallen. Na oplátku byl Schwarzenbach srovnán se zemí.
Od roku 1226 zůstal Wil nezpochybnitelným majetkem knížat-opatů ze St. Gallenu - přerušila ho pouze epizoda, kdy se města v roce 1407 na krátkou dobu zmocnili vzbouření povstalci z Appenzellu.

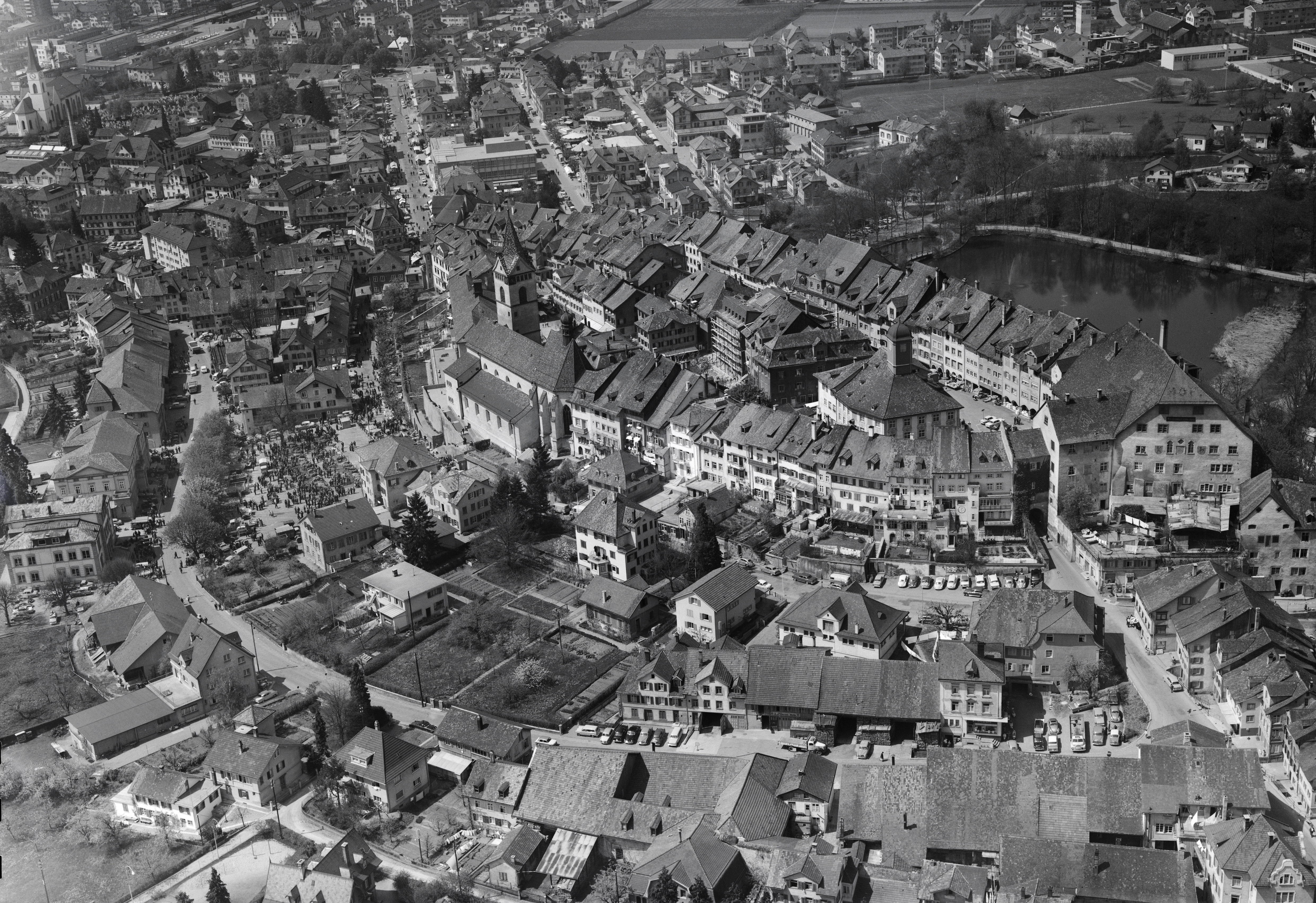
Pohled na staré město (1963)

V roce 1451 uzavřelo knížecí opatství spojenectví s konfederačními městy Curych, Lucern, Glarus a Schwyz, čímž se Wil stal sídlem konfederačních hofmistrů.
Ve druhé polovině 15. století se kníže-opat Ulrich Rösch (1463–1491) postaral o hospodářský vzestup udělením dalších týdenních trhů. Dnes je po něm ve Wilu pojmenována jedna z ulic.
V letech 1525–1531 našla ve Wilu své příznivce také reformace. Vítězstvím katolických měst v bitvě u Kappelu byl tento vývoj v roce 1531 zvrácen. Vláda opatů skončila až v roce 1798, kdy se rozpadla Stará konfederace a knížectví následně vyhlásilo nezávislost.
V letech 1798–1803 byl Wil součástí kantonu Säntis a během Helvétské republiky samostatnou obcí. V roce 1803 se město stalo součástí nově založeného kantonu St. Gallen. Od roku 1831 bylo také hlavním městem okresu. Dnes je Wil hlavním městem stejnojmenného volebního obvodu.
Dne 28. září 1855 byl Wil napojen na železnici prostřednictvím tratě že St. Gallenu. V roce 1984 byla Wilu udělena Wakkerova cena za integrální stavební zachování starého města.
Místní fotbalový klub FC Wil působil v letech 2002–2004 v nejvyšší lize, Superlize, a v roce 2004 se stal vítězem Švýcarského poháru.
Dne 3. července 2011 rozhodli voliči o sloučení obcí Wil a Bronschhofen do nové politické obce Wil k 1. lednu 2013, přičemž 63,2 % hlasů bylo pro.

## Obyvatelstvo

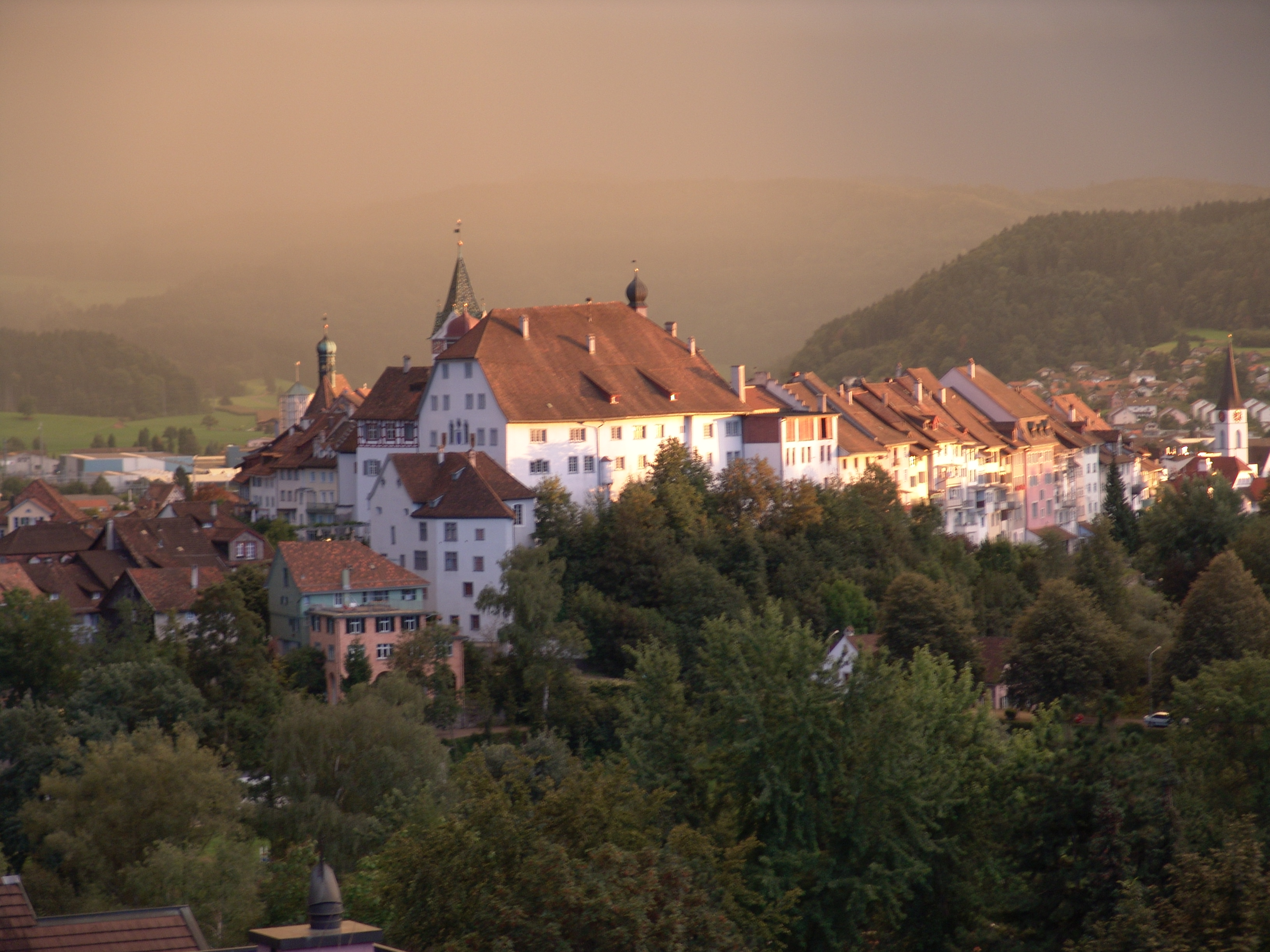
Centrum města

| Rok            | 1837 | 1850 | 1900 | 1950 | 2000   |
| Počet obyvatel | 1098 | 1555 | 4982 | 8681 | 16 392 |

### Náboženství
Wil se nachází v tradičně katolickém regionu. Při sčítání lidu v roce 2018 se 41,4 % obyvatel hlásilo k římskokatolickému vyznání, 17,6 % k evangelickému reformovanému vyznání a 41 % k jinému vyznání nebo vůbec k žádnému vyznání.
Kromě velkých veřejnoprávně uznaných církví - římskokatolická populace patří do diecéze St. Gallen, evangelická reformovaná do Evangelické reformované církve kantonu St. Gallen - ve Wilu působí také sbory svobodných církví, jako jsou Adventisté sedmého dne, Sbor křesťanů, Svobodný křesťanský sbor, Svobodný evangelický sbor a Novoapoštolská církev. Ve Wilu se nachází také islámský sbor. Na přelomu let 2006/2007 se vedl spor o stavbu minaretu islámskou albánskou komunitou; žádost o stavbu minaretu ve Wilu byla zamítnuta.

## Hospodářství

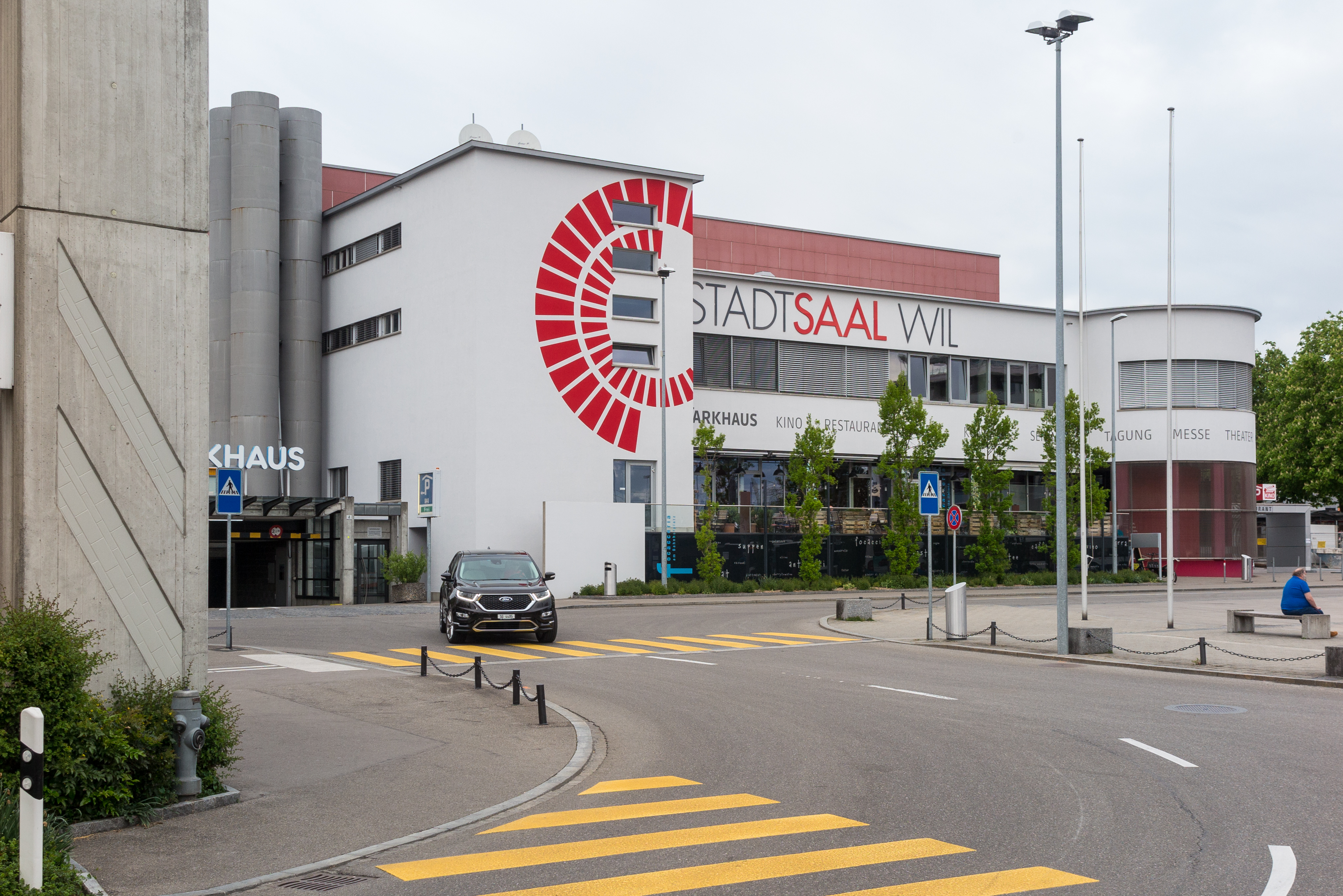
Kulturní dům (Stadtsaal)

Vedle mnoha středních, malých a velmi malých podniků se ve Wilu nachází také řada větších a velkých společností, z nichž některé jsou orientovány na mezinárodní trh, a to i v průmyslovém odvětví. Mezi společnosti známé i mimo region patří Stihl & Co, Larag AG, Brändle AG, Heimgartner Fahnen AG, Schmolz+Bickenbach a Kindlimann AG.
Sekundární sektor ekonomiky tvoří z hlediska počtu zaměstnanců menší část hospodářství ve městě Wil: v tomto sektoru je zaměstnáno přibližně 3 100 osob, zatímco terciární sektor zaměstnává přibližně 10 600 osob. V primárním sektoru je zaměstnáno pouze asi 80 osob. Tento poměr se tedy liší od průměru v kantonu St. Gallen. Měřeno počtem zaměstnanců je pro hospodářskou strukturu kantonu výrazně charakteristický primární sektor (zemědělství a lesnictví) a sekundární sektor (průmysl a výroba, zásobování a likvidace, stavebnictví, těžba).

## Turismus

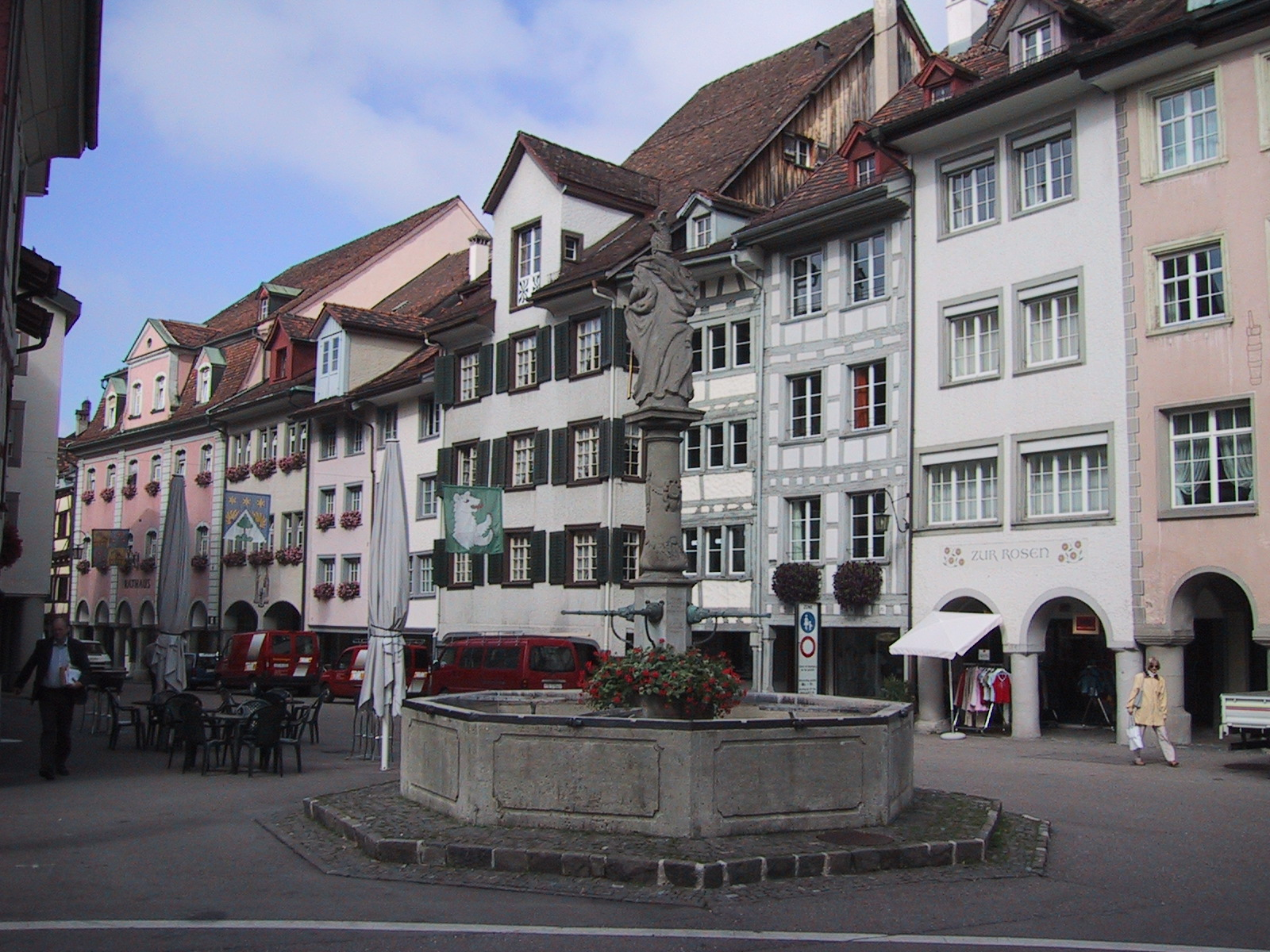
Staré město Wilu

Staré město je považováno za nejzachovalejší ve východním Švýcarsku. Za vidění stojí výhled ze Stadtweieru na východní siluetu starého města. Chybějící „h“ v názvu Stadtwei(h)ers bylo od té doby doplněno přímo na místě. Na pěší promenádě od Schwanenkreisel směrem ke starému městu se nachází většina obchodů. V uličkách starého města se každou sobotu koná trh. Dne 8. července 2006 byla na Hofbergu slavnostně otevřena 37 m vysoká vyhlídková věž Wiler Turm; dřevěná konstrukce s dvojitým točitým schodištěm a třemi podpěrami ve tvaru X.

## Doprava
Wil je železničním a silničním dopravním uzlem v oblasti Fürstenlandu. Leží na hlavní dopravní ose St. Gallen – Curych.
Železniční stanice Wil leží na železničních tratích St. Gallen – Winterthur, Wil–Kreuzlingen a Wil–Wattwil (Toggenburgerbahn) Švýcarských spolkových drah (SBB). Provozovatelem na těchto tratích je v regionální dopravě dopravce Thurbo. Z odbočné stanice jezdí úzkorozchodná železnice FWB do Frauenfeldu.
Dálnice A1 (E60) přicházející od Ženevy a hlavní silnice 7 od Basileje spojují Wil se St. Gallenem; hlavní silnice 16 od Kreuzlingenu je trasou do Toggenburgu na Wattwil a Wildhaus. Další hlavní silnice vycházející z Wilu vedou do Fischingenu v Hinterthurgau a Bürglenu u Weinfeldenu.

## Osobnosti
- Moreno Costanzo (* 1988), švýcarsko-italský fotbalista
- Stefan Küng (* 1993), švýcarský cyklista
- Fabian Schär (* 1993), švýcarský fotbalista
- Alex Zülle (* 1968), švýcarský cyklista